# 单叶红枝崖爬藤
单叶红枝崖爬藤（学名：Tetrastigma erubescens var. monophyllum）是葡萄科崖爬藤属红枝崖爬藤的变种。分布在中国大陆的云南等地，生长于海拔100米至450米的地区，常生于石山林中，目前尚未由人工引种栽培。